# Puffless
Puffless é o terceiro episódio da vigésima sétima temporada da série de animação de comédia The Simpsons, sendo exibido originalmente na noite de 11 de Outubro de 2015 pela Fox Broadcasting Company (Fox) nos Estados Unidos. No episódio, Patty e Selma param de fumar após saberem que seu pai morreu de câncer de pulmão. Em uma recaída de Selma, Patty decide morar com a família Simpson.
Puffless foi escrito por J. Stewart Burns e dirigido por Rob Oliver, sob o código de produção TABF19. Este é o segundo escrito por Burns nessa temporada. As estrelas convidadas são Jon Lovitz e Yo-Yo Ma como ele mesmo. O episódio não foi bem recebido pela crítica de televisão especializada e de acordo com o instituto de mediação de audiências Nielsen, foi assistido por 3,31 milhões de espectadores em sua exibição original e recebeu uma quota de 1.5/5 no perfil demográfico de telespectadores entre os 18 aos 49 anos de idade.

## Enredo
O Homer, o Bart, a Lisa, a Maggie e o avô estão assistindo a um programa do Dr. Nick (que não sabia que sua paciente estava grávida e até mesmo confundiu o cordão umbilical com uma corda de astronauta) quando Marge desliga a TV e avisa que sua mãe, Jacqueline, está comemorando o octogésimo aniversário e pede que a família faça uma visita a ela. Chegando na casa de Jacqueline, enquanto observam os slides que incluem o pai de Marge, Lisa pergunta sobre como ele morreu, algo que Marge, Patty e Selma nunca descobriram. Jacqueline, então, decide revelar a verdade: seu marido morreu em decorrência de um câncer no pulmão, chocando Patty e Selma, que decidem parar de fumar de uma vez por todas e queimam todos os seus cigarros, causando um incêndio na casa de Jacqueline.
No Departamento Municipal de Veículos, Patty percebe o quão difícil é parar de fumar depois de anos de vício depois e de ter um acidente vascular cerebral. Ela também percebe que Selma não é afetada diretamente pela mudança repentina de hábitos, e decide consultar o Dr. Hibbert. No hospital, Patty descobre que Selma teve uma recaída dez minutos depois de parar de fumar. Elas discutem e Patty se muda para a casa dos Simpsons por um tempo.
Mas isso não funcionou muito bem. Homer se irrita com os roncos de Patty enquanto ele e Marge estão tentando ter relações sexuais. Na manhã seguinte, ele entra no banheiro enquanto ela estava tomando banho, pensando que era Marge. Isso o faz derramar água sanitária em seus olhos. Enquanto isso, no apartamento, Selma teve que fazer uma escolha difícil: parar de fumar e se reconciliar com Patty ou continuar a fumar e perder o respeito de sua irmã. Ela decide parar de fumar e se conciliar.
No final do episódio, é revelado que Patty e Selma começaram a fumar novamente, como alternativa mais fácil para cobrir o mau cheiro vindo do apartamento do que limpá-lo.
Em um enredo secundário conhecido como a "extraordinária aventura animal de Maggie", Maggie faz amizade com um esquilo, que a apresenta para outros animais, como uma coruja, um gambá, e um papagaio (que pertence a Duffman). No entanto, Cletus capta o gambá para jantar e coloca o animal em cativeiro sob vigilância do seu cão. Maggie tem um plano para lutar contra ele e libertar o gambá, reunindo um exército de animais. Com a ajuda do Porco-Aranha, Maggie e os animais são capazes de libertar o gambá e derrotam Cletus e seu cão.

## Recepção

### Crítica
No geral, o episódio não foi bem recebido pela crítica de televisão especializada. Dennis Perkins do The A.V. Club o avaliou com um C, comentando que "é exatamente a metade de um episódio que pretende contar uma história baseada em personagens. Isso é uma colina íngreme para escalar em qualquer circunstância, mas especialmente quando se tenta nos fazer se importar com duas personagens como Patty e Selma. Não que não tenham sido interessantes, mas, no passado, honestamente, a rejeição do falso casamento de Selma com Troy McClure é um dos finais mais improváveis e devastadores na história dos Simpsons." Na sua resenha para o Den of Geek, Tony Sokol criticou duramente o episódio e a forma como ele foi escrito, e lhe atribuiu uma nota 1.5 (em um máximo de 5). No início do texto, ele ainda adicionou um comentário irônico: "há uma coisa que [a série] não conseguirá vencer nesta temporada: a concorrência". Monica, da Amazon, também atribuiu uma nota 1.0 e classificou o episódio como "estúpido e chato".

### Audiência
Puffless foi exibido originalmente na noite de 11 de Outubro de 2015, um domingo, pela Fox Broadcasting Company nos Estados Unidos. De acordo com o sistema de mediação Nielsen, o episódio foi assistido por 3,31 milhões de telespectadores, e recebeu uma quota de 1.5/5 no perfil demográfico de telespectadores entre os 18 aos 49 anos de idade. Apresentou uma queda de 2,71 milhões em relação ao episódio anterior, Cue Detective, assistido por 6,02 milhões de telespectadores.